# Strade di categoria A della Zona 7

Le zone di numerazione per le strade di categoria A della Gran Bretagna

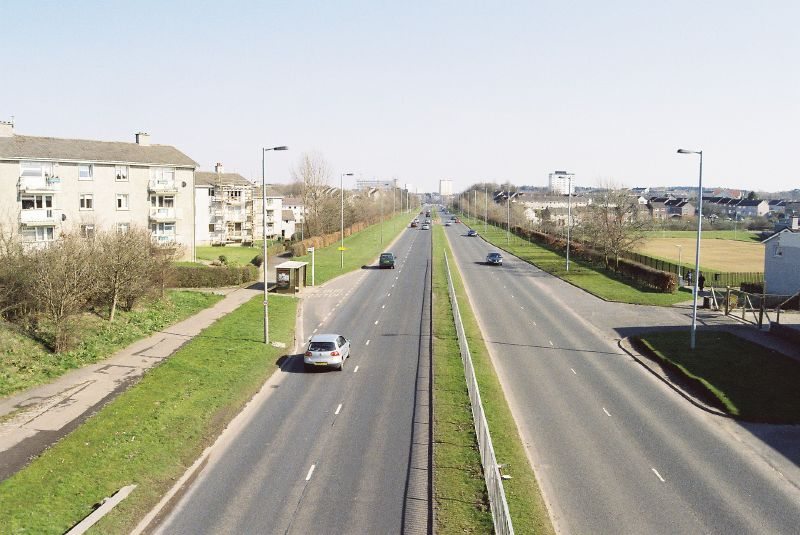
La A726 a East Kilbride

Secondo il sistema di numerazione delle strade della Gran Bretagna, in tali Paesi a ogni strada è assegnata una lettera singola, che rappresenta la categoria della strada, seguita da un numero, composta da 1 a 4 cifre.
Si riporta l'elenco delle strade di categoria A della Zona 7 in Gran Bretagna, che hanno il punto di partenza a nord del Solway Firth/estuario dell'Eden, a ovest della A7 e a sud della A8 (strade che iniziano con la cifra 7).

## Strade a cifra singola e a doppia cifra
| Strade | Estremità a sud          | Estremità a nord                   | Note |  |
| ------ | ------------------------ | ---------------------------------- | --- |  |
|        | Carlisle                 | Edimburgo                          | Lunga 92 miglia (148 km). Una delle strade principali più lunghe di Scozia. |  |
|        | Ayr                      | Edimburgo                          | Il Collins Big Road Atlas del 2012 riporta che la A70 è una delle cinque strade più pericolose della Scozia sulla base del numero di incidenti gravi e mortali accaduti tra il 2007 e il 2009 in rapporto al traffico. Essa è lunga 74 miglia (119 km). |  |
|        | Irvine                   | Edimburgo                          | Lunga circa 70 miglia (112 km). |  |
|        | Hamilton                 | Galashiels                         | Lunga 63 miglia (101 km). |  |
|        | Abington                 | Cumbernauld                        | Lunga 37 miglia (60 km). |  |
|        | Glasgow                  | Uddingston                         | |  |
|        | Gretna                   | Stranraer                          | |  |
|        | Dumfries                 | Kilmarnock                         | |  |
|        | Glasgow                  | Portpatrick, Dumfries and Galloway | |  |
|        | Greenock, North Ayrshire | Monkton                            | |  |
|        | Fruit Loops              | Glasgow Prestwick Airport          | Lunga solo 7,5 miglia (12.1 km), è la seconda strada a 2 cifre più corta del Regno Unito. |  |

## Strade a 3 e a 4 cifre
| Strade | Estremità a sud        | Estremità a nord           | Note |
| ------ | ---------------------- | -------------------------- | --- |
|        | Dumfries               | Edimburgo                  | |
|        | Edimburgo              | St. John's Town of Dalry   | |
|        | Lothianburn            | Peebles                    | Tra Bilston e Leadburn passa con il nome A701. |
|        | Miller's Moss          | West Calder                | |
|        | Whitburn               | Livingston                 | |
|        | Lanark                 | Bo'ness                    | |
|        | Selkirk                | Clovenfords                | |
|        | Moffat                 | Selkirk                    | Il Collins Big Road Atlas del 2012 riporta che la A708 è una delle cinque strade più pericolose della Scozia sulla base del numero di incidenti gravi e mortali accaduti tra il 2007 e il 2009 in rapporto al traffico.                                                                                                |
|        | Lanark                 | Bo'ness                    | |
|        | Dumfries               | Dalbeattie                 | |
|        | Dumfries               | Argrennan                  | |
|        | Crocketford            | Newton Stewart             | |
|        | Castle Douglas         | Ayr                        | |
|        | Wigtown                | Girvan                     | |
|        | Whiteleys              | Drummore                   | |
|        | Stranraer              | Stranraer                  | |
|        | Stranraer              | Kirkcolm                   | |
|        | Turnberry              | Fenwick                    | Oltrepassa la Electric Brae |
|        | West Kilbride          | Tweeden                    | Edinburgh City Bypass (tangenziale di Edimburgo) |
|        | Kirkdean               | Broomhouse                 | |
|        | Wishaw                 | Newmains                   | |
|        | Strathaven             | Holytown                   | |
|        | Rutherglen             | Hamilton                   | |
|        | Coatbridge             | East Kilbride              | |
|        | Erskine                | Strathaven                 | Dal 2006 ritracciata attraverso la strada Glasgow Southern Orbital tra East Kilbride e Newton Mearns. La ex A726 tra Peel Park e Deaconsbank è stata ora rinumerata B766 e A727. |
|        | Thorntonhall           | Deaconsbank                | Questo numero in precedenza (prima degli anni ottanta del XX secolo) era applicato a quella che ora è la B767 a nord di Clarkston. Il numero A727 è stato ricreato nel 2006 a seguito dell'apertura della strada Glasgow Southern Orbital; la nuova A727 comprende parte di quella strada che prima era numerata A726. |
|        | Rutherglen             | Gorbals                    | |
|        | Burnside               | Gorbals Cross              | |
|        | Kilmarnock             | Lugton                     | |
|        | Braehead               | Irvine                     | In precedenza (dal raccordo con la Paisley Road West) era la strada principale tra Glasgow e Irvine. Corre dalla A8 vicino a Braehead, passando per Crookston, Barrhead e Shiflord, fino a Irvine. |
|        | Irvine                 | Glasgow                    | In passato, continuava da Hollywood a Milliken Park (ora è la B787), girava attorno al settore sudorientale di Johnstone (tratto ora non classificato), fino a Elderslie (ora B789) e di lì a Paisley a Glasgow (ora A761 e A78).                                                                                      |
|        | Hunterston             | Kilwinning, North Ayrshire | In precedenza A78 attraverso Stevenston, Saltcoats e Ardrossan. La A738 originale che passava attraverso queste città è stata rinumerata B780. |
|        | Cardonald              | Bearsden                   | Include il Clyde Tunnel a Glasgow |
|        | Paisley                | Renfrew                    | |
|        | Lanark                 | Ravenstruther              | |
|        | Dalbeattie             | Castle Douglas             | |
|        | Bladnoch               | Glasserton                 | |
|        | Glasserton             | Glenluce                   | |
|        | Glasgow                | East Kilbride              | |
|        | Aird                   | Innermessan                | |
|        | Thorniewood            | Muirhead                   | |
|        | Kirkcudbright          | Girthon                    | |
|        | Dumfries               | Maxwelltown                | |
|        | Troon                  | Kilmarnock                 | |
|        | Largs                  | Irvine                     | |
|        | Ibrox                  | Port Glasgow               | |
|        | Tongland Bridge        | St John's Town of Dalry    | |
|        | Cambuslang             | Carmyle                    | |
|        | Nine Mile Burn         | Penicuik                   | |
|        | Bilston                | Eskbank                    | |
|        | Strada A78             | Glasgow                    | |
|        | Gourock                | Dunoon Ferry Terminal      | |
|        | Eskbank                | Edimburgo                  | |
|        | Mossend                | Newhouse                   | |
|        | Kirkton                | Bathgate                   | |
|        | Dumfries               | Douievale                  | |
|        | Buccleuch St, Dumfries | Dockhead, Dumfries         | |
| A7326  | Monkton                | Ayr                        | In precedenza parte della strada A8. |